# Enactus
Enactus (do 2012: Students In Free Enterprise, skr. SIFE) – międzynarodowa organizacja studencka typu non-profit działająca na dwóch tysiącach uczelni w ponad 30 krajach świata na pięciu kontynentach. Uczestnicy programu tworzą projekty, mające na celu pomoc lokalnym społecznościom odnaleźć się w gospodarce rynkowej. Program Enactus koncentruje się na pięciu płaszczyznach: gospodarce globalnej, umiejętnościach interpersonalnych, przedsiębiorczości, finansowej niezależności, a także etyce w biznesie.
Zespoły Enactus prezentują rezultaty swoich działań podczas dorocznego krajowego konkursu Enactus, a najlepsza drużyna otrzymuje prawo do reprezentowania kraju na światowych finałach konkursu Enactus. To wydarzenie jest spektakularnym spotkaniem, które uwydatnia różnorodność etniczną reprezentantów Enactus.

## Rezultaty Światowych Finałów SIFE
- Nowy Jork, USA 2007

Zwycięzca: Uniwersytet La Sierra, USA
- Paryż, Francja 2006

Zwycięzca: Szanghajski Instytut Handlu Zagranicznego, Chiny
- Toronto, Kanada 2005

Zwycięzca: Uniwersytet Zimbabwe
- Barcelona, Hiszpania 2004

Zwycięzca: Uniwersytet Technologii w Curtin, Australia
- Moguncja, Niemcy 2003

Zwycięzca: Uniwersytet Drury, USA
- Amsterdam, Holandia 2002

Zwycięzca: Uniwersytet La Sierra, USA
- Londyn, Anglia 2001

Zwycięzca: Uniwersytet Drury, USA

## Rezultaty Ogólnopolskiego Finału SIFE
| - Warszawa 2011 Zwycięzca: Uniwersytet Gdański - Warszawa 2010 Zwycięzca: Uniwersytet Gdański - Poznań 2009 Zwycięzca: Uniwersytet Gdański - Poznań 2008 Zwycięzca: Uniwersytet Gdański - Poznań 2007 Zwycięzca: Uniwersytet Gdański - Poznań 2006 Zwycięzca: Uniwersytet Gdański - Poznań 2005 Zwycięzca: Uniwersytet Gdański | - Poznań 2004 Zwycięzca: Uniwersytet Gdański - Poznań 2003 Zwycięzca: Uniwersytet Gdański - Poznań 2002 Zwycięzca: Uniwersytet Gdański - Poznań 2001 Zwycięzca: – - Poznań 2000 Zwycięzca: – - Poznań 1999 Zwycięzca: Wyższa Szkoła Zarządzania i Bankowości w Poznaniu |